# パヴェル・フィリプ
パヴェル・フィリプ（ルーマニア語: Pavel Filip、1966年4月10日 - ）は、モルドバの政治家。同国首相、情報技術通信相を歴任した。第三次欧州統合同盟のモルドバ民主党所属。パナシェシュティ出身。

## 政治活動
2016年1月20日に首相就任。2019年6月9日、イゴル・ドドン大統領が憲法裁判所による議会解散を拒否しマイア・サンドゥを首班とする新政権樹立を決定したのは違憲とする憲法裁の判断が下り、同日をもって大統領の職務が一時停止され、フィリプが大統領代行となった。フィリプは議会解散を改めて宣言し、9月に総選挙を実施する旨を発表した。しかし、この最高裁の判断は6月14日に破棄され、それにともないフィリプも首相、大統領代行の座から降りた。